# Skulte
Skulte – wieś na Łotwie w novadsie Limbaži. W 2015 roku zamieszkana przez 432 osoby.
Przez Skulte przebiega droga krajowa A1, łącząca Rygę z granicą państwową koło Ainaži. We wsi znajduje się również stacja kolejowa, ostatnia na linii Zemitāni – Skulte po jej skróceniu do obecnej postaci.